# Mondescourt
Mondescourt es una comuna francesa situada en el departamento de Oise, en la región Alta Francia.

## Demografía
| 217 | 215 | 265 | 267 | 245 | 270 | 245 |
| Para los censos de 1962 a 1999 la población legal corresponde a la población sin duplicidades (Fuente: INSEE [Consultar]) |     |     |     |     |     |     |